# Burgos-Rundfahrt 2006
Die 28. Burgos-Rundfahrt fand vom 6. bis 10. August 2006 statt. Das Radrennen umfasste fünf Etappen mit einer Gesamtdistanz von 672 km. Das vierte Teilstück war die Königsetappe mit einer Bergankunft im 1.853 m hoch gelegenen Lagunas de Neila.
Die Burgos-Rundfahrt gehört zur UCI Europe Tour und ist in die Kategorie 2.HC eingestuft.

## Etappen
| Etappe    | Tag        | Start – Ziel                            | km       | Etappensieger         | Gesamtwertung         |
| --------- | ---------- | --------------------------------------- | -------- | --------------------- | --------------------- |
| 1. Etappe | 6. August  | Briviesca – Medina de Pomar             | 178      | Aaron Kemps           | Aaron Kemps           |
| 2. Etappe | 7. August  | Aranda de Duero – Roa de Duero          | 158      | Carlos Torrent Tarres | Carlos Torrent Tarres |
| 3. Etappe | 8. August  | Lerma – Lerma                           | 13 (EZF) | José Iván Gutiérrez   | José Iván Gutiérrez   |
| 4. Etappe | 9. August  | Vilviestre del Pinar – Lagunas de Neila | 149      | Iban Mayo             | Iban Mayo             |
| 5. Etappe | 10. August | Miranda de Ebro – Burgos                | 174      | José Iván Gutiérrez   | Iban Mayo             |